# David Alberto Cámpora Schweizer
David Alberto Cámpora Schweizer (* 11. August 1934 in Paysandú; † 21. März 2021) war ein uruguayischer Wirtschaftsprüfer, Revolutionär, Schriftsteller und Journalist.

## Leben

### Herkunft
David Cámpora, auch „Chichí“ genannt, wurde 1934 in Paysandú als Sohn von Alberto Nicolas Cámpora (1900–2000) und seiner Frau Carmen, geb. Schweizer (1903–1977) in gutbürgerliche Verhältnisse hinein geboren. 1945 zog die Familie nach Montevideo. Dort besuchte er die private „Escuela y Liceo Elbio Fernández“. 1954 lernte er die ein Jahr jüngere Olga Machado kennen, die er nach dem Abschluss seines Studiums zum Wirtschaftsprüfer heiratete. Aus der Ehe gingen drei Kinder hervor.

### Kämpfer bei den Tupamaros
Nachdem der marxistische Revolutionär und Guerillakämpfer Ernesto Che Guevara am 6. Oktober 1967 in Bolivien gefangen genommen und auf Weisung des von den USA unterstützten Präsidenten René Barrientos Ortuño exekutiert worden war, wurde in David Cámpora die Überzeugung geweckt, sich für die Interessen der ausgebeuteten und unterdrückten Arbeiterklasse in Lateinamerika einzusetzen. So schloss er sich Ende 1967 dem bewaffneten Kampf der Nationalen Befreiungsbewegung an und wurde unter dem Alias „Esteban“ Mitglied der Tupamaros. Am 16. März 1971 wurde er unter dem Vorwurf der „bandenmäßigen Begehung einer Straftat“ nach Artikel 150 des uruguayischen Strafgesetzbuches verhaftet und in das Männergefängnis von Punta Carretas verbracht. Dort gelang es ihm im September 1971, gemeinsam mit 106 politischen Gefangenen zu fliehen.
Als eine rechtsextreme paramilitärische Todesschwadron unter Duldung der Sicherheitskräfte die Tupamaros als politische Gegner verfolgte und ermordete, wollten diese mit dem „Plan Hipólito“ durch gezielte Tötung von Mitgliedern der Escuadrónes ein revolutionäres Zeichen setzen. Am 14. April 1972 wurden so der stellvertretenden Leiter einer Direktion des Sicherheitsdienstes der Polizei, Subcomisario Óscar Delega Luzardo, der Kapitän im militärischen Sicherheitsdienst der Marine, Korvettenkapitän Motto Benevenuto und der stellvertretenden Innenminister Armando Acosta y Lara und dessen Fahrer Carlos Alfredo Leites Carfagno aus dem Hinterhalt heraus erschossen. Die im Herbst 1971 von Präsident Pacheco Areco ins Leben gerufenen Fuerzas Conjuntas, die die innere Sicherheit und Ordnung wieder herstellen sollten und aus den vereinten Sicherheitskräften der Armee, Marine, Luftwaffe und der Polizei bestand, schlug noch am gleichen Tag zurück. Hierbei wurde Cámpora in einem Versteck im Haus des Notars und Journalisten Luis Nelson Martirena Fabregat, der für die linke oppositionelle Wochenzeitung Marcha arbeitete, entdeckt und zusammen mit dem bei der Aktion verwundeten Eleuterio Fernández Huidobro von Soldaten der Elitetruppe des Batallón Florida de Infanteria Nr. 1 verhaftet. Luis Martirena, der unbewaffnet war, wurde von dem Polizeikommissar Hugo Campos Hermida erschossen. Cámpora sagte 2004 bei einer Vernehmung zu dem Fall aus, er und Huidobro hätten ihr Überleben nur der zufälligen Anwesenheit eines Untersuchungsrichters zu verdanken. Die Polizei erklärte dagegen, die Bewohner des Hauses hätten sich der Festnahme widersetzt und das Feuer auf die Beamten eröffnet.

### Haft
Cámpora wurde am 15. Juni 1972 als politischer Gefangener den Militärbehörden überstellt. Nach kurzem Aufenthalt im als Konzentrations- und Durchgangslager für Regimegegner dienenden Gefängnis Cárcel de Punta de Rieles landet er in der Kaserne des Batallón Florida de Infanteria Nr. 1. Die Kaserne wurde seit den späten 1960er bis in das letzte Jahr der Diktatur 1985 als Haftanstalt für politische Gefangene benutzt. Dort wurde Cámpora vom Leiter des Sicherheitsdienstes und späteren Oberbefehlshaber der Armee, Generalleutnant Luis Vicente Queirolo, schweren Folterungen ausgesetzt. Danach überführte man ihn zunächst in die Kaserne des Ingenieurbataillon Nr. 2 in Montevideo und dann ein zweites Mal in das Cárcel de Punta de Rieles, bevor er schließlich am 7. Dezember 1972 in die Haftanstalt Penal de Libertad, auch als "Establecimiento Militar de Reclusión 1" bekannt, verlegt wurde. Wie viele andere erlitt auch Cámpora dort schweren Folterungen und Misshandlungen.
Im Mai 1974 ordnete ein ziviler Richter in seinem nach dem Strafrecht durchgeführten Verfahren seine vorläufige Haftentlassung an. Im November 1974 gab das Zivilgericht auch seinem Antrag auf Ausreise statt. Da aber nach dem Staatsstreich des rechten Militärs vom Juni 1973 alle politischen Gefangenen in die Zuständigkeit der Militärgerichte überführt wurden, was Ende 1975 vom Staatsrat mit Ley Nº. 14.493 zum Gesetz erhoben wurde, kam Cámpora ohne richterlichen Beschluss „zur Gefahrenabwehr“ bis März 1975 zunächst in die Kaserne des Infanteriebataillon Nr. 6 in Haft und wurde anschließend bis August 1977 im Straflager der Kaserne des Artilleriebataillons Nr. 2 in Trinidad festgehalten. Auch dort wurde er schwer misshandelt. Der Ort ist durch den Folterarzt Nelson Fornos Vera international bekannt geworden. Cámporas Haft unter den Regeln der Sicherungsverwahrung dauerte an, bis im August 1977 die Fortsetzung seines Prozesses der Strafverfolgung vor einem Militärgericht erfolgte. Dazu wurde er von der Trinidad-Kaserne in das Militärgefängnis Nr. 1, ins Libertad-Gefängnis, verlegt.
Die Militärankläger beschuldigten ihn der gleichen Taten, die bereits zwischen 1971 und 1974 vor einem zivilen Strafgericht verhandelt worden waren, zusätzlich jedoch wurde auch Anklage wegen „Verwendung eines falschen Dokuments“ (Artikel 237 des Strafgesetzbuchs) gegen ihn erhoben. Im März 1980 enthielt die Anklageschrift auch noch die Anklagepunkte „Vereinigung zur Begehung von Straftaten“, „Angriff auf die Verfassung im Stadium der Verschwörung mit anschließender Vorbereitungshandlung“ und „Fälschung öffentlicher Urkunden“.

### Engagement für die Freilassung Cámporas
Cámporas Ehefrau Olga Machado de Cámpora befand sich seit Dezember 1973 im deutschen Exil und lebte in Köln-Holweide. Von dort aus betrieb sie seine Haftentlassung. An diesen Bemühungen beteiligten sich die Lehrkräfte und Schüler der Gesamtschule Holweide, die von ihren drei Kindern besucht wurde. Auch der deutsche Außenminister Hans-Dietrich Genscher und Staatsminister Klaus von Dohnanyi waren maßgeblich beteiligt. Dazu kamen zweiundachtzig Bundestagsabgeordnete aus allen Fraktionen und die Gefangenenhilfsorganisation Amnesty International, die sich alle um die Befreiung Cámporas bemühten. 1979 verurteilte das Militärgericht in erster Instanz Cámpora zu neun Jahren Zuchthaus und zusätzlicher zweijähriger Sicherungsverwahrung. Im Berufungsverfahren gegen dieses Urteil aber ordnete das Oberste Militärgericht am 13. November 1980 die sofortige Freilassung Cámporas mit der Begründung an, der Angeklagte habe die Strafe durch die langjährige Haft bereits verbüßt. David Cámpora wurde entlassen, erhielt vom westdeutschen Botschafter Johannes Marré einen Fremdenpass und wurde am 14. Dezember 1980 nach Deutschland ausgeflogen.

### Leben in Deutschland
Wegen seines schlechten Gesundheitszustandes kam er in ein Sanatorium. Nach seiner körperlichen Genesung blieb Cámpora zunächst in Deutschland und arbeitete mit einem Stipendium der Friedrich-Ebert-Stiftung sein Leben als Tupamaro auf. Seine Aufzeichnungen basierten auf eigenen Erinnerungen und mündlichen und schriftlichen Erzählungen seiner Weggefährten. Der Journalist Ernesto Gonzales Bermejo veröffentlichte sie 1985 zum Ende der Militärdiktatur in Montevideo unter dem Titel „Las manos en el Fuego“ (Hände im Feuer). Das Buch löste eine öffentliche Diskussion über die Aufarbeitung des Staatsstreiches in Uruguay 1973 und die anschließende Zeit der zivil-militärischen Diktatur aus. 

### Rückkehr nach Uruguay
Zwei Jahre nach dem Erscheinen der Publikation kehrte Cámpora nach Uruguay zurück. Er arbeitet als Journalist und Autor. Außerdem setzt er sich für die Aufklärung der Umstände des bei seiner Verhaftung am 14. April 1972 ermordeten Ehepaares Martirena ein. Die politische Führung der Tupamaros beauftragte ihn mit der Aufarbeitung der Geschichte des MLN-T. Als die Tupamaros 1989 jedoch das Movimiento de Participación Popular gründeten, hatte die sozialistisch orientierten Partei, die schnell zur stärksten politischen Kraft im Linksbündnis Frente Amplio wurde, kein Interesse mehr an einer zu detaillierten Vergangenheitsbewältigung und der Plan wurde fallengelassen.
Cámpora verließ daraufhin die Bewegung und erforschte die Geschichte der Guerilla-Gruppe aus eigenem Antrieb weiter. Das von ihm erstellte Archiv, bestehend aus umfangreicher Bibliographie- und Quellensammlung, vermachte er 2005 dem „Centro de Estudios Interdisciplinarios Uruguayos“ (Zentrum für interdisziplinäre Studien Uruguays) der Universidad de la República. Seitdem wird das „Archivo de Lucha Armada ‘David Cámpora’“ in der 1985 gegründeten Forschungseinrichtung als eine zentrale Anlaufstelle zur Aufarbeitung der jüngeren Geschichte des Landes und insbesondere der Militärdiktatur genutzt. Das Archiv spielt eine prägende Rolle im Wissen und Bewusstsein der uruguayischen Bevölkerung über die traumatischen Ereignisse in den Zeiten sozialer Spannungen Ende der 1960er und zu Beginn der 1970er Jahre wie auch der Zeit der zivil-militärischen Diktatur von 1973 bis 1985.
Am 21. März 2021 wählte Cámpora im Alter von 86 Jahren den Freitod. Er hinterließ einen Abschiedsbrief, in dem er erklärte, dass er schon lange die Möglichkeit erwogen habe, seine irdische Existenz zu beenden.

## Veröffentlichung
- mit Gaby Weber: Los espejos rotos: reflexión conjunta sobre la actual crisis civilizatoria. („Zerbrochene Spiegel: gemeinsame Reflexion über die aktuelle Zivilisationskrise“); Ediciones Trilce, 1992.